# Lista de filmes portugueses de 1991
Lista de filmes portugueses de longa-metragem lançados comercialmente em Portugal em 1991, nas salas de cinema.
Notas: Na secção coprodução, passando o cursor sobre a bandeira aparecerá o nome do país correspondente.
| #  | Filme                            | Realização           | Género                  | Estreia        | Coprodução        |
| -- | -------------------------------- | -------------------- | ----------------------- | -------------- | ----------------- |
| 1  | Agosto                           | Jorge Silva Melo     | Drama                   | 10 de maio     | França            |
| 2  | O Bobo                           | José Álvaro Morais   | Drama                   | 4 de janeiro   | —                 |
| 3  | Os Cornos de Cronos              | José Fonseca e Costa | Drama                   | 5 de abril     | Brasil            |
| 4  | Um Crime de Luxo                 | Artur Semedo         | Comédia, romance, crime | 19 de abril    | —                 |
| 5  | O Desejado - As Montanhas da Lua | Paulo Rocha          | Drama                   | 8 de março     | França            |
| 6  | A Divina Comédia                 | Manoel de Oliveira   | Drama                   | 11 de outubro  | França            |
| 7  | Ao Fim da Noite                  | Joaquim Leitão       | Suspense                | 22 de novembro | França · Alemanha |
| 8  | A Idade Maior                    | Teresa Villaverde    | Drama                   | 6 de setembro  | Alemanha          |
| 9  | A Ilha dos Amores                | Paulo Rocha          | Drama, romance,         | 8 de março     | Japão             |
| 10 | A Maldição de Marialva           | António de Macedo    | Fantástico              | 14 de novembro | Espanha           |